# SilverHawks
SilverHawks (Alternativtitel: SilverHawks – Die Retter des Universums) ist eine US-amerikanische Zeichentrickserie, die in den USA vom 8. September bis 5. Dezember 1986 durch Lorimar-Telepictures i (seit 1989 Warner Bros. Television Distribution) erstmals ausgestrahlt wurde. In Deutschland wurde sie ab April 1992 durch den Sender Sat.1 gesendet.

## Handlung
Der Stern Moonstar explodiert in einer Nova. Durch die freigesetzten Strahlung mutiert der Bösewicht Monstar zu einer Kampfmaschine und kann vom Strafplanet 10 fliehen. Darum sendet Commander Stargazer  aus der Limbo-Galaxie einen Hilferuf zur Erde. Dort werden von einem Stützpunkt der Interplanetarischen Armee fünf Freiwillige mit veränderter Molekularstruktur im Raumschiff Mirage (engl. Schreibweise Miraj) zu ihm geschickt.
Diese sogenannten SilverHawks bestehen aus Quicksilver (Jonathan Quick), Bluegrass, den Zwillingen Steelheart (Emily Hart) und Steelwill (Will Hart) sowie dem Außerirdischen Copper Kidd. Sie opferten Teile ihrer Körper, die durch stählerne Äquivalente ersetzt wurden ("menschliches Gehirn, stahlharte Muskeln") und ihnen individuelle Spezialfähigkeiten ermöglichen (z. B. Fliegen). Begleitet werden sie zumeist vom Cyborg-Habicht Tally-Hawk.

## Charaktere

### Die SilverHawks
- Commander Stargazer ist Einsatzleiter der SilverHawks und operiert aus HawkHaven, einem um den Planeten Bedlama kreisenden Satelliten. Ihm gelang es, Monstar zu verhaften und auf dem Strafplaneten 10 einzusperren, ehe diesem die Flucht gelang.
- Quicksilver ist Anführer der SilverHawks und ehemaliger Befehlshaber der Interplanetarischen Armee. Er besitzt schnelle Reflexe und gibt die taktische Ausführung der Pläne Stargazers vor.
- Bluegrass ist Chefpilot der Mirage und kann als einziger, neben Stargazer, nicht eigenständig fliegen. Der Cowboy im Herzen spielt leidenschaftlich Gitarre und setzt diese im Kampf auch als Waffe ein.
- Steelheart und Steelwill sind Zwillinge und besitzen eine sehr starke empathische Verbindung, durch welche sie die Gefühle des anderen sogar physikalisch wahrnehmen können. Deswegen mussten ihnen als einzige Gruppenmitglieder Stahlherzen eingesetzt werden.
- Copper Kidd ist ein Außerirdischer vom Planeten der Nachahmer und Jüngster der Gruppe. Er ist ein mathematisches Genie und kommuniziert in Pfeiflauten. Am Ende fast jeder Episode wird er von Bluegrass durch Quizfragen zum Piloten ausgebildet. Dazu setzt er sich ins Cockpit der Mirage und gibt die Antworten in den Bordcomputer ein.

### Die Begleiter der SilverHawks
Jeder SilverHawk wird von einem Hawk (englisch für Habicht) begleitet, der jeweils unterschiedliche Eigenschaften und Fähigkeiten besitzt.
- Sly-Bird ist der Begleitvogel von Commander Stargazer, kann sowohl im Weltraum als auch in planetarischer Atmosphäre fliegen und wird zumeist als Überwachungsdrohne eingesetzt um Aufklärungsarbeit zu leisten.
- Tally-Hawk kämpft an der Seite Quicksilvers und erscheint als einziger Vogel in fast jeder Episode. Durch seine Fähigkeit Laserstrahlen abzufeuern, unterstützt er die SilverHawks im Kampf, mit seinem Schnabel kann er Metall zerschmettern.
- Sideman kann, ähnlich wie sein Begleiter Bluegrass, blaue "Musik-Energie-Strahlen" abfeuern. Im Gefecht transformiert er sich dazu in eine gitarrenähnliche Form, zum Flug in Atmosphäre und Weltall nimmt er die Gestalt eines Habichts an.
- Stronghold und Rayzor sind die Hawks von Steelheart und Steelwill. Stronghold ist der stärkste Vogel, mit seinen Krallen und festem Griff kann er das Vielfache seines eigenen Gewichts heben. Rayzor verwandelt sich zum Kämpfen in einen Tomahawk, nimmt dabei blaue Farbe an und dreht sich wie ein Wirbelsturm um die eigene Achse, wodurch er in der Lage ist, alles ihm im Wege stehende zu vernichten. Beide Hawks sind mit ihren jeweiligen Zwillingsbegleitern empathisch und elektronisch verbunden, sodass sie miteinander kommunizieren können.
- Mayday hat wie Copper Kidd ein kupferfarbenes Äußeres. Er besitzt zudem mehrere Sensoren, womit er fast die gesamte Limbo-Galaxie überwachen, sowie Hindernisse und Gegner erfassen kann.

## Synchronisation
Die deutsche Synchronfassung entstand bei der Berliner Synchron GmbH Wenzel Lüdecke, unter der Dialogregie von Hannes Gromball und nach einem Buch von Klaus Nietz.
| Rolle               | Originalsprecher | Deutscher Sprecher        |
| ------------------- | ---------------- | ------------------------- |
| Commander Stargazer | Bob McFadden     | Heinz Theo Branding       |
| Quicksilver         | Peter Newman     | Udo Schenk                |
| Bluegrass           | Larry Kenney     | Harry Kühn                |
| Steelheart          | Maggie Wheeler   | Marina Krogull            |
| Steelwill           | Bob McFadden     | –                         |
| Copper Kidd         | Pete Cannarozzi  | –                         |
| Mon-Star            | Earl Hammond     | Klaus Nietz (1. Stimme)   |
| Mon-Star            | Earl Hammond     | Helmut Krauss (2. Stimme) |
| General Rawlings    | Larry Kenney     | Klaus Sonnenschein        |
| Hardware            | Bob McFadden     | Gerd Duwner               |
| Melodia             | Maggie Wheeler   | Renate Danz               |
| Mo-Lec-U-lar        | Doug Preis       | Helmut Gauß               |
| Seymor              | Adolph Caesar    | Santiago Ziesmer          |
| Timestopper         | Peter Newman     | Simon Jäger               |
| Wind Hammer         | Doug Preis       | Karl Schulz               |
| Yes-Man             | Bob McFadden     | Andreas Mannkopff         |
| Erzähler            | –                | Heinz Giese               |

## Episodenliste
| Episode | Deutscher Titel                    | Originaltitel              |
| ------- | ---------------------------------- | -------------------------- |
| 1.      | Hilferuf aus einer anderen Galaxis | The Origin Story           |
| 2.      | Ankunft in Limbo                   | Journey to Limbo           |
| 3.      | Der Planetenfresser                | The Planet Eater           |
| 4.      | Rettet die Sonne!                  | Save the Sun               |
| 5.      | Das Ende der Zeit                  | Stop Timestopper           |
| 6.      | Ein ebenbürtiger Gegner            | Darkbird                   |
| 7.      | Galaktisches Glücksspiel           | The Backroom               |
| 8.      | In den Fängen Mon Stars            | The Threat of Drift        |
| 9.      | Der Himmelspion                    | Sky-Shadow                 |
| 10.     | Das magnetische Wunder             | Magnetic Attraction        |
| 11.     | Der goldene Schild                 | Gold Shield                |
| 12.     | Der Gedächtnisdieb                 | Zero, the Memory Thief     |
| 13.     | Das galaktische Flipperspiel       | The Milk Run               |
| 14.     | Eine Falle für Hardware            | The Hardware Trap - Part 1 |
| 15.     | Hardwares Flucht                   | The Hardware Trap - Part 2 |
| 16.     | Hyperschnelle Meteore              | Race Against Time          |
| 17.     | Operation Eissturm                 | Operation Big Freeze       |
| 18.     | Das Geisterschiff                  | The Ghost Ship             |
| 19.     | Das galaktische Wettrennen         | The Great Galaxy Race      |
| 20.     | Der Persönlichkeitswandler         | Fantascreen                |
| 21.     | Der Magier                         | Hotwing Hits Limbo         |
| 22.     | Der Freibeuter                     | The Bounty Hunter          |
| 23.     | Der Mikrofilm                      | Zeek's Fumble              |
| 24.     | Die Kampf-Falken                   | The Fighting Hawks         |
| 25.     | Der falsche Herrscher              | The Renegade Hero          |
| 26.     | Klone bedrohen Limbo               | One on One                 |
| 27.     | Der Kraftprotz                     | No More Mr. Nice Guy       |
| 28.     | Beim Schweife des Kometen          | Music of the Spheres       |
| 29.     | Limbo im Goldrausch                | Limbo Gold Rush            |
| 30.     | Zweikampf im Computer              | Countdown to Zero          |
| 31.     | Das Energiegewehr                  | The Amber Amplifier        |
| 32.     | Ein geheimnisvoller Stein          | The Savior Stone           |
| 33.     | Der boxende Roboter                | Smiley                     |
| 34.     | Der elektronische Wachmann         | Got Bucks                  |
| 35.     | Der rote Sandsturm                 | Melodia's Siren Song       |
| 36.     | Kampf unter Freunden               | Tally-Hawk Returns         |
| 37.     | Ölkrise in Limbo                   | Undercover                 |
| 38.     | Das Auge der Unendlichkeit         | Eye of Infinity            |
| 39.     | Herkules & Co.                     | A Piece of the Action      |
| 40.     | Der Feuerball                      | Flashback                  |
| 41.     | Der Kampf der Supervögel           | Super Birds                |
| 42.     | Die Tür ins All                    | The Blue Door              |
| 43.     | Der Stern von Bedlama              | The Star of Bedlama        |
| 44.     | Der Entfesslungskünstler           | The Illusionist            |
| 45.     | Die Flucht des Freibeuters         | The Bounty Hunter Returns  |
| 46.     | Die 1000 Gesichter von Molekular   | The Chase                  |
| 47.     | Der kosmische Sturm                | Switch                     |
| 48.     | Das mechanische Monster            | Junkyard Dog               |
| 49.     | Das galaktische Zeitfenster        | Window in Time             |
| 50.     | Die Unzufriedenen                  | Gangwar - Part 1           |
| 51.     | Das fliegende Ungetüm              | Gangwar - Part 2           |
| 52.     | Der Überraschungsangriff - Teil 1  | Sneak Attack - Part 1      |
| 53.     | Der Überraschungsangriff - Teil 2  | Sneak Attack - Part 2      |
| 54.     | Super Kräfte                       | Moon*Star                  |
| 55.     | Die explosive Nadel                | The Diamond Stick-Pin      |
| 56.     | Flammendes Inferno                 | Burnout                    |
| 57.     | Das Kampfschiff                    | Battle Cruiser             |
| 58.     | Der Mini-Computer                  | Small World                |
| 59.     | Der Boxkampf                       | Match-Up                   |
| 60.     | Die Schmelzscheiben                | Stargazer's Refit          |
| 61.     | Der Laser Satellit                 | The Invisible Destroyer    |
| 62.     | Der Sturtz des Giganten            | The Harder They Fall       |
| 63.     | Onkel Rattler                      | Uncle Rattler              |
| 64.     | Die magische Kugel                 | Zeek's Power               |
| 65.     | Flugshow                           | Airshow                    |